# Wifredo Espina Claveras
Wifredo Espina Claveras (Vic, Barcelona, 1930) es un periodista, se hizo famoso tempranamente por su actitud crítica con el franquismo en tiempos que casi nadie se atrevía desde la prensa.

## Biografía
Su leída columna “cada cuál con su opinión”, en "El Correo Catalán", durante años fue reproducida o citada por muchísimos diarios de toda España, que se amparaban en sus opiniones para disentir del régimen político de entonces. Esto le valió que en 1968, el entonces influyente "diario Pueblo" le eligiera “periodista español del año”. Con su estilo directo, claro y conciso, que al mismo tiempo dejaba leer entre líneas, creó un género de periodismo que fue muy imitado. Fue muy notable su influencia durante el tardo-franquismo y en los años de la transición a la que contribuyó, y de manera especial en la recuperación de la libertad de prensa. Como directivo de la "Asociación de la Prensa de Barcelona" promovió y redactó una propuesta sobre la cláusula de conciencia y secreto profesional que fue introducida en la Constitución(art.20).
Después de estudiar la carrera de Derecho en Barcelona, se trasladó a Madrid para terminar la de Periodismo. Aquí dirigió el semanario Crítica, regresando después a la capital catalana para cursar el doctorado, ejerciendo seguidamente de profesor en la Cátedra de Derecho Político, del doctor Jiménez de Parga, en la que tuvo ocasión de conocer a colegas de muy diversas tendencias políticas e ideológicas, cobijados bajo el prestigio y talante liberal de este catedrático, futuro presidente del Tribunal Constitucional.
Wifredo Espina también fue profesor en la Escuela de periodismo del CIC, y dirigió la revista de economía CEAM y la cultural Revista. Ha colaborado en revistas como Destino, Telos e Imcom, ésta del Institut Méditerranéen de la Communication (París), del que fue vicepresidente. En 1986 dirigió el programa de debate 'Diàleg' de TVE y fue articulista de "La Vanguardia", "ABC", "Ya", y más tarde en "La Razón" y "El Mundo". En 1987 fundó el Centre d'Investigació de la Comunicació, que dirigió hasta 1997, siendo su obra un referente nacional e internacional. Entre sus publicaciones: 'Converses' (2004), 'Centre d'Investigació de la Comunicació: Una institució catalana oberta al món' (2005), “Política y Periodismo” (1906), “Temps de Rauxa” (2007), “Crítica de la política impura” (2009), “Democràcia inacabada” (2010) y “Globus Punxats”(2013).
Colabora actualmente en una decena de diarios como articulista, y trabaja en el libro '100 Preguntas a Wifredo Espina' según guion del profesor Daniel E. Jones, y en sus memorias.
Ha sido galardonado con el Premio Bravo de periodismo y ha recibido la Medalla de oro del Colegio de Abogados de Vic y la Pluma de oro de la Universidad Autónoma de Barcelona. Wifredo Espina es un militante de la lucha por la libertad de información y expresión, así como un radical defensor de la independencia profesional frente a todos los poderes e intereses económicos, empresariales y político.